# سیل ۱۳۹۷ رودسر
سیل ۱۳۹۷ رودسر ، ۲۵ خرداد در ارتفاعات رودسر، منطقه کاکرود در پی بارش شدید باران رخ داد و بدنبال آن رانش زمین، روستای کاکرود منطقه اشکورات رودسر را دچار خسارات بسیار زیادی کرد، همچنین بر اثر طغیان رودخانه پلرود چهار نفر کشته شدند. خسارت مالی سیل رودسر در استان گیلان ۱۵ میلیارد تومان برآورد شد.